# Ledemaat
Een ledemaat of extremiteit (vroeger ook lidmaat) is een deel van het lichaam van mens of dier dat uitsteekt ten opzichte van de rest. Bij de mens zijn ledematen en extremiteiten synoniem. 
De ontwikkeling van extremiteiten – zowel vinnen, voelers, grijpers, poten als vleugels – bij geleedpotigen en gewervelden blijkt ondanks 500 miljoen jaar van onafhankelijke evolutie zeer vergelijkbaar genetische regulatormechanismen te hebben. Het hoxgen speelt daarbij een centrale rol.

## Ledematen

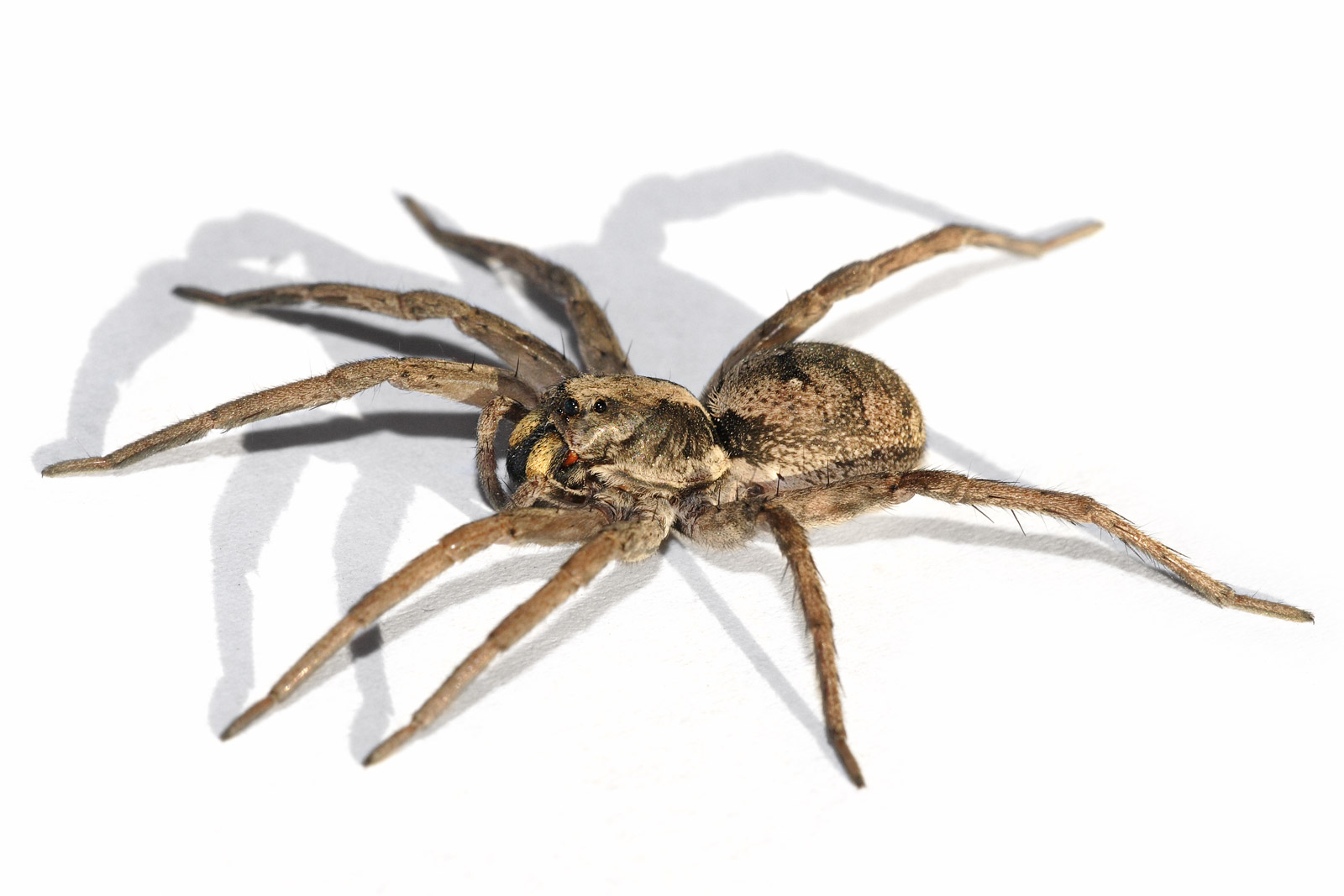
Poten van een spin

Een ledemaat is een aan de romp hangend onderdeel van het lichaam dat door spieren bewogen kan worden en dat uit verscheidene geledingen bestaat. Meestal wordt het meervoud, ledematen, gebruikt. 
Ledematen zijn:
- de arm bij de mens
- het been of poot bij dieren en de mens
- de vleugel bij vogels
- de vin bij vissen

## Weekdieren
De rinoforen zijn extremiteiten bij verschillende zeenaaktslakken.

## Geleedpotigen
In het water levende geleedpotigen als spinachtigen en kreeftachtigen en de uitgestorven trilobieten hebben tweevoudig vertakte poten waarbij de onderste dient om mee te lopen en de bovenste de functie van kieuw heeft. Landbewonende geleedpotigen als insecten en duizendpotigen hebben enkelvoudige onvertakte ledematen.

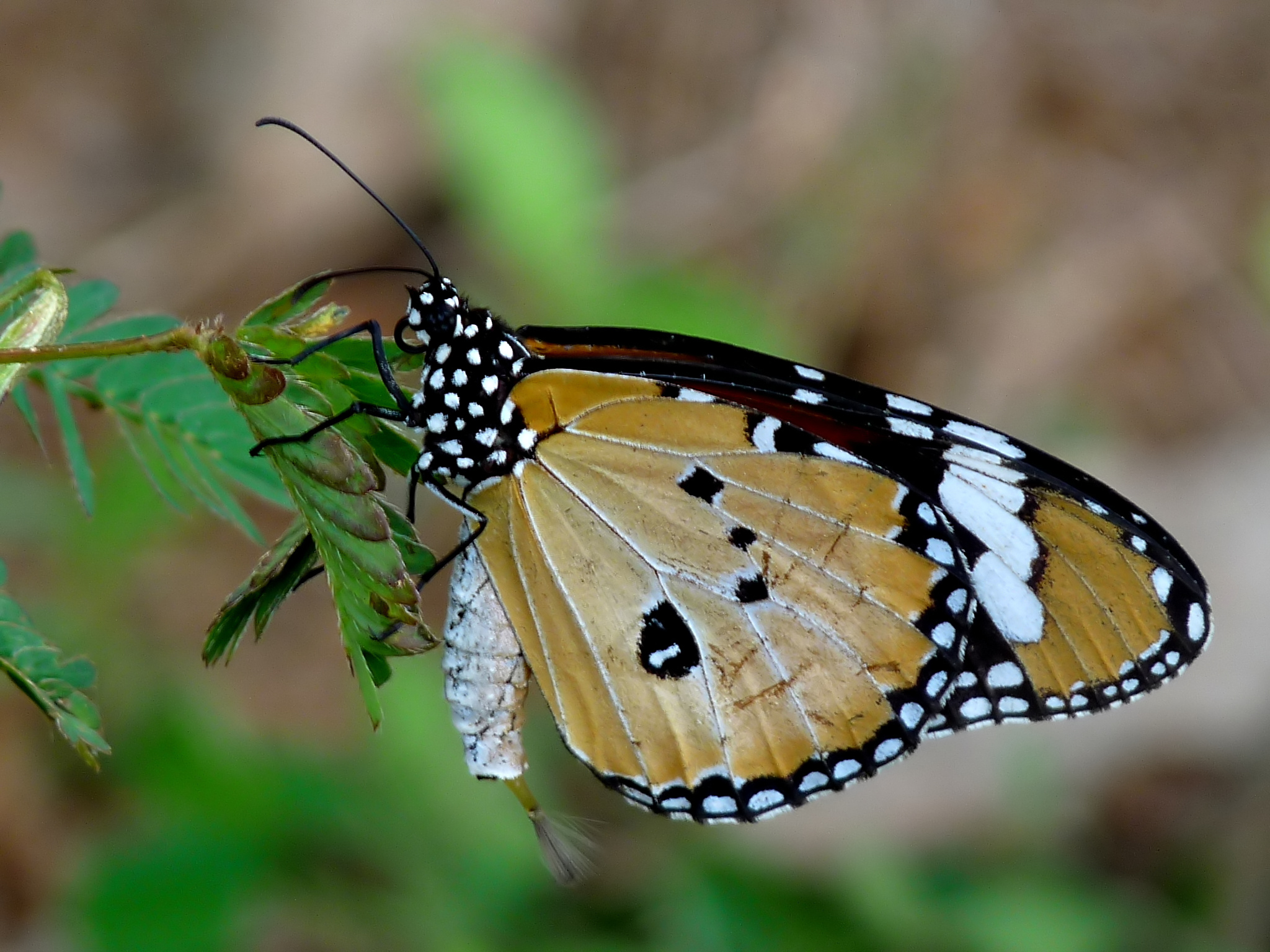
Kleine monarchvlinder met borstelvormige corema om feromonen af te scheiden

Bij geleedpotigen zijn een heleboel extremiteiten mogelijk, zoals:
- de kaken van een vliegend hert
- de antennes of voelsprieten
- de cerci bij een aantal insecten, zoals de tangen van een oorworm
- de angel van bepaalde (vrouwelijke) insecten, zoals bijen, wespen en mieren
- de spintepel bij spinnen, webspinners en de larven van bepaalde insecten
- borstelvormige corema om feromonen af te scheiden

De gewoonlijk goed zichtbare extremiteiten zijn vaak belangrijk voor het determineren van een soort.

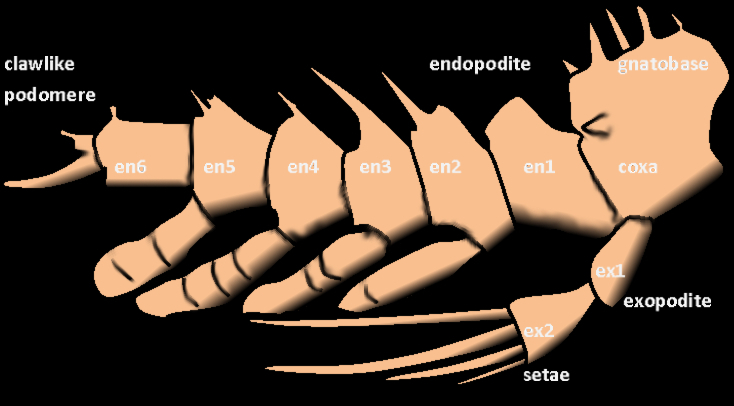
Ledemaat van de trilobiet Agnostus

Er wordt al lang gezocht naar de oervorm van de extremiteiten van geleedpotigen die dan gevonden zou moeten worden bij de laatste gemeenschappelijke voorouder. De Trilobieten behoren tot de vroegste geleedpotigen en hier was nog weinig differentiatie. Zij hadden voor de mond een enkel paar onvertakte antennes, bestaande uit tientallen korte segmenten, en voor de overige, weinig van elkaar verschillende tweevoudig vertakte ledematen. Deze waren nog niet gespecialiseerd en werden gebruikt voor functies voeding, voortbeweging en ademhaling. Bij latere geleedpotigen evolueerden hier gespecialiseerde extremiteiten voor.

## Gewervelden

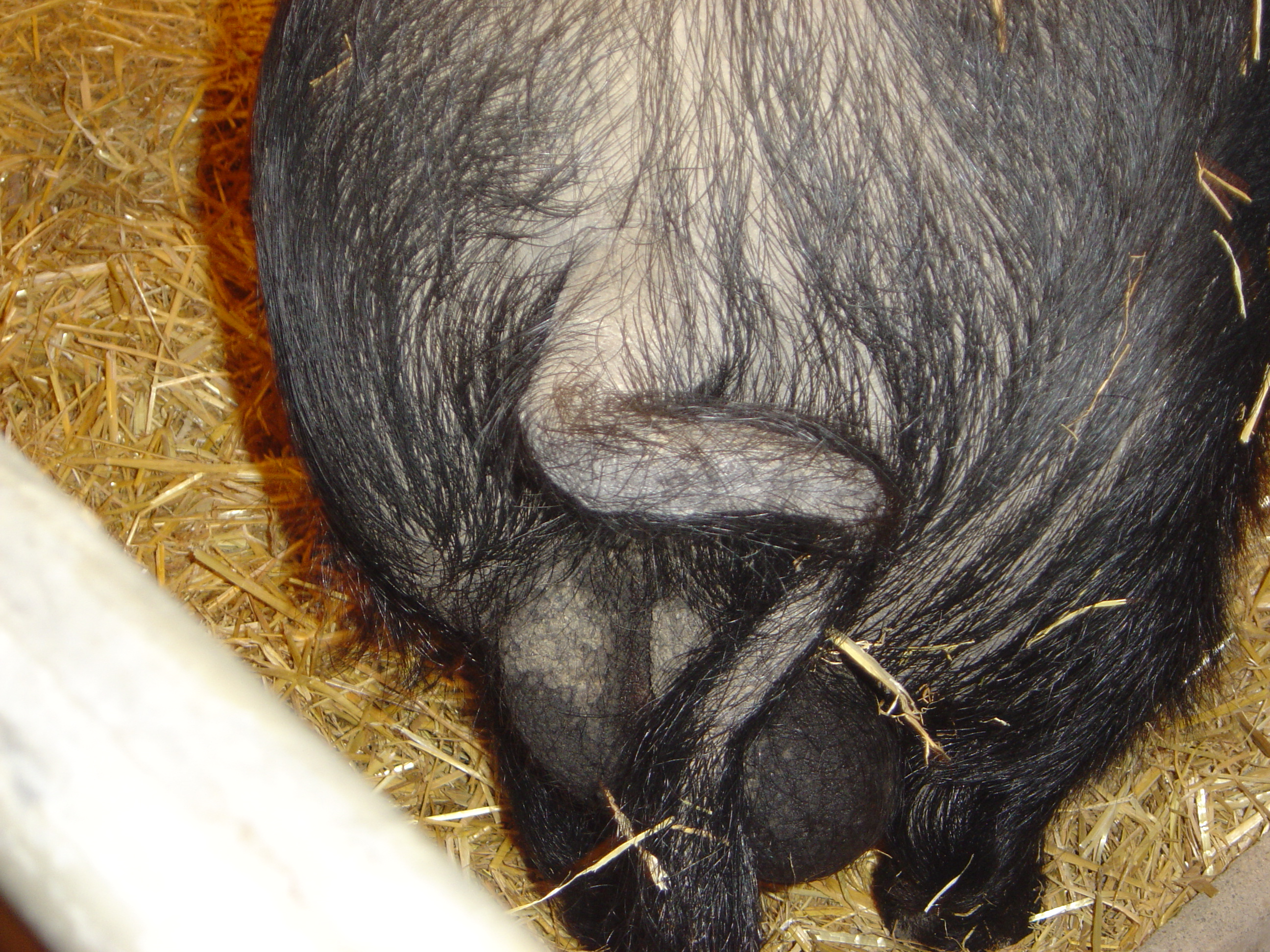
Staart van een varken

- de slurf en de slagtanden van een olifant
- de staart van een zoogdier
- de hoorn van een neushoorn
- het gewei van sommige herten